# Narcisse Ablay
Pour les autres membres de la famille, voir famille Ablay.
Narcisse Auguste Ablaÿ, né à Mons le 26 février 1806 et mort à Paris le 17 juin 1879, est un général belge, gouverneur militaire de la province de Flandre-Occidentale. Il est le frère des généraux Omer et Jules-Gustave Ablaÿ.
Il prend part à la campagne de 1830 en Belgique et à celles de 1830, 1831-1832, 1833 et 1839 contre les Pays-Bas

## Biographie

### Services des Pays-Bas
Narcisse Ablaÿ est le fils de Guillaume-Charles-François Ablay (1763-1821), capitaine quartier-maître au régiment des carabiniers et commissaire des guerres, et d'Angelique Gantois. Il est le neveu du colonel Louis Joseph Gantois, aide de camp de Guillaume II des Pays-Bas, ainsi que le parent des généraux Adolphe Gantois (1801-1880), Félix-Corneille Lahure et Vincent Duvivier, de Désiré de Thuin et du ministre Auguste Duvivier
Il fait ses études d'abord à Tournai, au pensionnat des Frères à Barbets, puis à l'Athénée de cette même ville de 1816 à 1821, jusqu'au mois de mai où il doit cesser les cours pour se rendre à Haarlem où résidaient, à ce moment, ses parents, à cause de la maladie des plus graves de son père, qui succombe peu de temps après, le 3 juin 1821.
Parti pour Malines, le jeune Ablay est admis au régiment de Lanciers no 10, alors sous les ordres du général-baron du Bois, le 7 novembre 1821, comme volontaire, aspirant cadet (page) et placé à la 5e compagnie, commandé par son oncle, Louis Joseph Gantois, et en est nommé cadet en 1822. Le 10 octobre 1822 le régiment quitte Malines pour se rendre au nord du royaume uni des Pays-Bas et occuper les garnisons d'Utrecht, Gorinchem. Le 15 octobre 1823, il rejoint l'état-major à Utrecht et est nommé lieutenant. En novembre 1827, il est désigné par le ministre de la guerre pour faire partie de l'École normale, organisée à Louvain, composée d'un officier de tous les régiments d'infanterie, de cavalerie et d'Artillerie, placés sous la direction du capitaine Bouchtay, pour y apprendre et introduire dans l'armée la méthode de l'enseignement universel inventé et enseigné par Joseph Jacotot.
En octobre 1828, après avoir satisfait à l'examen, il rejoint l’état-major du régiment à Utrecht, où il est chargé du cursus, cours à donner aux lieutenants et sous-lieutenants du régiment, et du cours spécial des sous-officiers et cadets.
En août 1829, il assiste aux manœuvres du camp de Zeist. Il est nommé directeur du cours de gymnastique et d'escrime en janvier 1830.

### La révolution belge
Le régiment était prêt à se rendre au camp de Zeist, lorsque le 29 août 1830, au matin, le colonel-commandant de Posson reçoit l'ordre de partir pour la Belgique, où la révolution avait éclaté ; arrivés le surlendemain à Malines, par marches forcées, les escadrons furent dirigés, deux jours après, sur Vilvorde et Cortenbergh, avec pour mission d'empêcher les communications des révoltés de Bruxelles, avec Louvain, Liège, etc.
Le 6 septembre, Ablaÿ est à la première escarmouche entre les volontaires belges et l'armée, en avant de Tervueren, puis aux combats de Dieghem des 21 et 22 ; à l'entrée de l'armée dans Bruxelles, le 23, par la porte de Louvain, et à la prise des barricades du boulevard vers l'observatoire, la où son oncle le major Gantois, ainsi que sept hommes du régiment sont blessés et plusieurs chevaux tués, et enfin aux combats des 24, 25 et 26 septembre. Le 24, il est blessé à la main gauche, d'un éclat d'obus sur le boulevard de la porte de Namur, mais le lendemain il remonte à cheval, étant passé à l'hôpital du palais du prince d'Orange.
Il est du 27 septembre au 17 octobre à l'arrière-garde de l'armée qui se retirait et s'était établie à Malines et Anvers, le 18 à la reprise de Duffel sur les volontaires, ou il fait 14 prisonniers, et lee 24 octobre à l'affaire de Berchem.
Le 25 octobre 1830, après le licenciement des sous-officiers et soldats, les officiers du régiment de Lanciers n°10, qui, ainsi que les frères Ablaÿ, avaient demandé deux jours avant à pouvoir rentrer dans leur patrie, étant au bivouac à Borsbeek, avant l'affaire de Berchem, sont autorisés à quitter l'armée en attendant la démission honorable du service des Pays-Bas, qui leur est ultérieurement envoyé.
Le soir, Ablaÿ se rend à l'hôtel de ville faire acte d'adhésion auprès des représentants du Gouvernement provisoire de Belgique, et le 26, dès le point du jour, il assiste à l'attaque de la Porte Rouge, qui est abandonné après une vive fusillade, ce qui permet l'entrée des Corps belges ; ce jour-là ainsi que le lendemain il est de service pour le maintien de l'ordre, puis pendant le bombardement de la ville par les batteries de la citadelle et des vaisseaux de l'Escaut.
Le 27 après-midi, la route étant libre, il part à cheval avec les autres officiers à Bruxelles, où ils sont présentés au Gouvernement provisoire, qui les autorise à attendre en ville, les destinations qui leur seraient données pour l'armée en formation.
Le Gouvernement provisoire Belge ayant agréé Ablaÿ pour faire partie du régiment de lanciers que le général de Marneffe formait à Tervueren, Ablay s'y rend le 2 novembre 1830 et est placé à la 1re compagnie organisée par le capitaine de Cassal.
Le 5 janvier 1831, il part avec le 1er escadron de guerre formé d'anciens cavaliers de l'ex-armée incomplètement habillés et armés, pour les avant-postes du corps d'observation réuni au camp de Baelen et commandé par le général Niellon.
Le 24, il est chargé, par le général commandant de se rendre à Bruxelles, en mission extraordinaire, auprès du ministre de la guerre.
Le 28 février, il rentre à Malines, étant promu capitaine, pour prendre le commandement de la 7e Compagnie en formation.
Au mois de mars eut lieu la sédition de quelques parties du régiment. Plusieurs officiers, dont il fait partie, sont envoyés en congé. Ils se rendent à Bruxelles d'abord, puis le 4 avril au château de Villers-Perwin appartenant à la famille d'un démissionnaire, le lieutenant van Gameren, et où ils sont autorisés, verbalement, de se rendre : la nuit, après leur arrivée et vers deux heures, le commandant de la gendarmerie du district, ayant fait entourer le château les arrête tous, malgré leurs protestations, et les fait transporter, sur des charrettes, à la prison de Charleroi. Mais dès le lendemain ils sonr libérés et se rendent à Bruxelles se mettre à la disposition de la justice militaire qui informait de la sédition, et des actes d'insubordinations qui avaient eu lieu dans le régiment. Deux mois après, un arrêt de la Haute cour militaire daté du 20 juin 1831 met hors cause Ablaÿ, déclarant en outre, qu'il n'y avait pas lieu de poursuites ultérieurs à son égard.
Une nouvelle organisation de la Cavalerie venait d'être décrétée, formant quatre escadrons de guerre des huit compagnies existantes, par régiment : les capitaines de Cassal et Ablaÿ sont désignés pour le 1er escadron qu'il rejoignent le 2 juillet 1831 à Westmalle et Zoersel, en première ligne de l'armée de l'Escaut, commandée par le lieutenant-général de Tiecken de Terhove, dont le 1er régiment de lanciers faisait partie. Cette armée est inspectée dans la grande bruyère, entre Brecht et Brescaut, par le roi Léopold I, les 27 et 28 juillet. Après la revue, le roi daigne venir se mettre dans la colonne près du capitaine Ablaÿ, ému de cette haute distinction, et en marchant, pendant de longues minutes, ne cesse de lui adresser la parole, les généraux et l'escorte royale restant à distance.
Dans la nuit du 1er et 2 août, le 1er escadron est dirigé sur Turnhout où il assiste à la première escarmouche avec l'ennemi, à la frontière et en avant de cette ville.

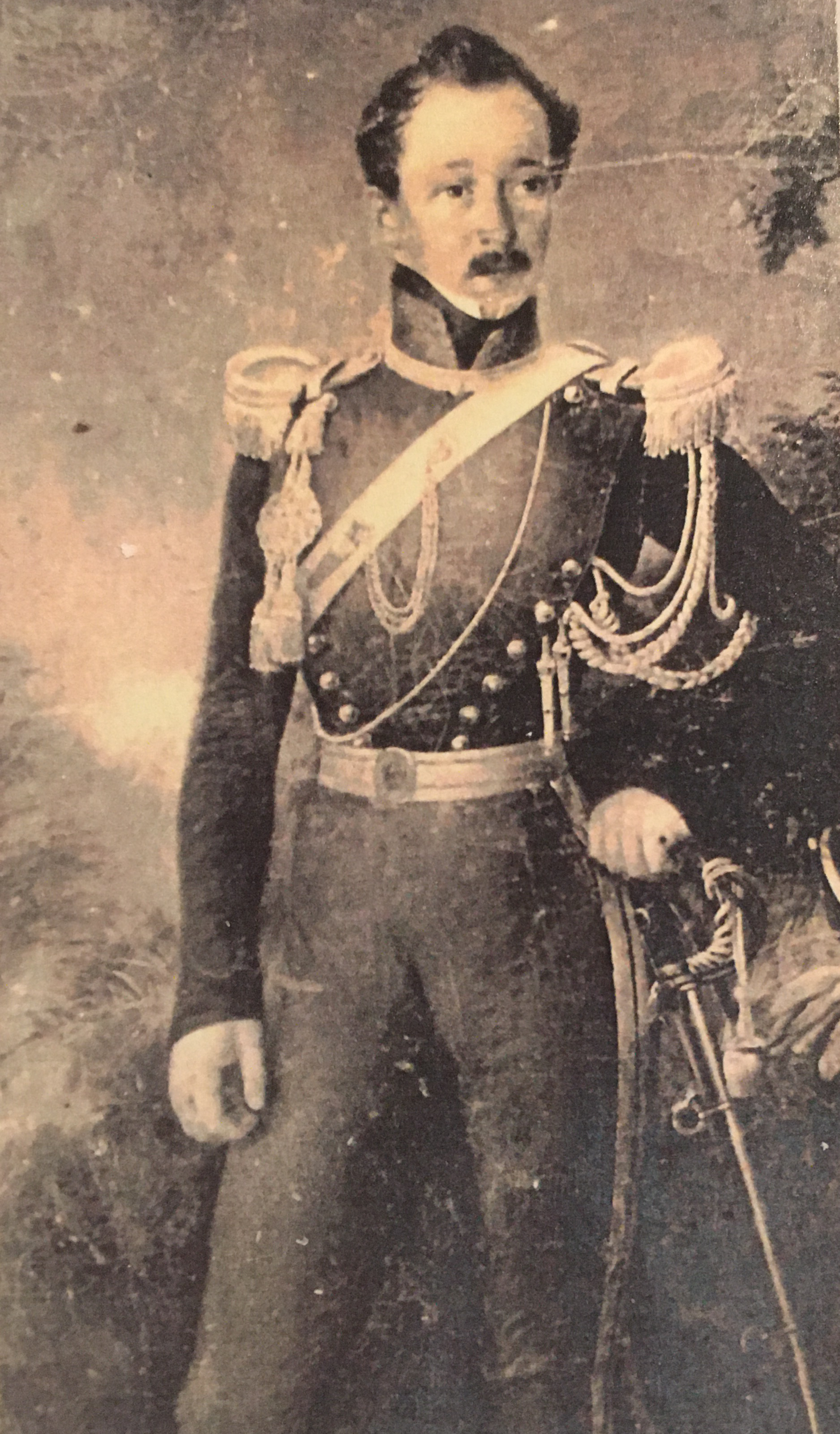
Portrait de Narcisse Ablay.

Puis il est envoyé en avant de l'armée, avec deux pelotons. Le 12 août, l'armée se concentrant, il reçoit l'ordre de rejoindre le régiment en position entre Boutersem et Roosbeek.
En route pour Bruxelles, son cheval, effrayé par un obus éclatant, fait un violent écart et va tomber dans le fossé avec trois autres cavaliers. Remontés avec peine à cheval, ils cherchent à rejoindre la colonne qu'ils n'aperçoivent plus ; arrivés sur la route de Malines, ils tombent sur des chasseurs hollandais, deux des chevaux des lanciers sont tués. Mais Ablaÿ, après un instant put s'échapper en se dirigeant vers Louvain, où il se mit à la disposition du général Niellon qui le charge de rassembler les hommes : le lendemain il rejoint le Quartier-Général, à la tête de plus de deux cents hommes de toutes armes.

### Au service du royaume de Belgique
Vers la fin de l'armistice avec la Hollande, l'armée reprit ses positions à la frontière; le capitaine Ablaÿ, avec son demi escadron, est détaché à Postel, extrême limite, pour garder ce passage ; après cinq jours, il va cantonner à Herenthout jusqu'au 5 novembre, que le général de Marneffe, commandant des avant-postes, le charge d'une mission secrète, pour s'enquérir des mouvements d'invasion par Poppel, Arendonk, etc. que projetait l'ennemi.
Parti à cheval, avec son ordonnance tenant un cheval de rechange, il consacre trois jours et trois nuits à cette mission dont il vient rendre compte. Après quelques jours de repos il va occuper le poste avancé du pont de Wampelbergh, hameau d'Arendonk, puis à Lille, Muysen et Hofstade.
Le général de Wauthier, commandant la division, charge Ablaÿ d'une nouvelle mission secrète pour se rendre à la frontière et tâcher de découvrir, observer et suivre les mouvements agressifs d'invasion que paraissait vouloir, de nouveau, l'armée hollandaise. Parti de Malines le 6 janvier 1832, accompagné de deux cavaliers, conduisant en main ses chevaux de rechange, il va s'établir à Harendonch comme point central, entre Welde, Poppel et Postel, et ne rentra à Malines, sa mission terminée, que le 30 janvier, où il prend le commandement du Dépôt et en organiser le 5e escadron de guerre. Ce régiment est envoyé à Lips Lierre, où Ablaÿ reçoit le brevet de commandant d'escadron, le 19 avril, puis rejoint le régiment aux avant-postes.
Nommé membre de la Commission des remontes, Ablaÿ se rend à Bruxelles du 25 avril au 10 mai 1832, puis rejoint son escadron qui va occuper successivement les villages de Tisselt, Herentals et Basterli, d’où le 4 juillet, il part pour Brescaet, avec des détachements sur différents points, étant mis sous les ordres du général Buzen, commandant la Province d'Anvers, avec mission d'empêcher les correspondances secrètes et la fraude qui s'exerçaient d'une manière très active de l'intérieur avec l'étranger par les bruyères avoisinant la frontière depuis Capellen jusqu'à Hoogstraten.
Fin septembre 1832, pendant le siège de la citadelle d'Anvers, il va bivouaquer à Merksplas et Zondereigen (en) et surveiller l'ennemi de concert avec le capitaine-prince de la Moskowa et un escadron du 5e Hussard français (à Hoogstraten et Wortel). Après le siège, il va s'établir à Ekeren avec mission de surveiller la frontière hollandaise depuis le fort de la Croix. Puis du 1er avril au 27 novembre 1833, il exécute diverses missions à travers la Belgique.
Lors des fêtes de septembre 1834, le Roi voulant passer en revue des députations de tous les corps de l'armée, Ablaÿ est désigné et se rend à Bruxelles du 22 au 29 septembre à la tête d'un escadron de 120 cavaliers choisis parmi le régiment.
Le 1er septembre 1835, il rejoint, avec le 1er régiment de lanciers, la première réunion de l'armée campée dans la grande bruyère de Beverloo. Le 30 septembre, après la revue du Roi et la levée du camp, le 1er régiment de lanciers se rend à Tournai.
Major au 1er régiment de chasseurs à cheval de 1842 à 1846, il est promu lieutenant-colonel au 2e régiment de lanciers de 1846 à 1847. Il préside la commission réunissant les officiers instructeurs afin d'arrêter les principes d'une instruction militaire. Passé colonel-commandant l'École d'équitation militaire d'Ypres de 1848 à 1853, il est ensuite commandant du 2e régiment de lanciers de 1854 à 1858.
Il est promu général-major et commandant militaire de la Province de Flandre-Occidentale de 1858 à 1869, puis lieutenant-général des Armées royales belges en 1869. 
Auteur d'un Manuel du cavalier militaire belge (1861), le général Ablay est membre de la Société pour le développement des connaissances militaires et de la Société d'encouragement pour l'amélioration des races de chevaux et le développement des courses en Belgique.
Il est par ailleurs administrateur et commissaire de la Compagnie du chemin de fer de Lichtervelde à Furnes, ainsi que des intérêts dans la Banque de Belgique avec son frère Omer.
Il était propriétaire du château Ter Lucht, avec sa chapelle Onze-Lieve-Vrouw van 't Boompje, à Saint-André, ainsi que de l'hôtel Walburg, à Bruges. Il était éligible au Sénat belge pour la province des Flandre-Occidentale

### Famille
Il s'unit à Malines, le 12 août 1839, avec Anne-Marie-Sidonie de Perceval (1814-1883), fille de Jean-Henri de Perceval, député-bourgmestre de Malines, et d'Antoinette van den Nieuwenhuysen. Ils eurent :
- Marie-Justine (1844-1921), mariée à Alfred Coppieters 't Wallant, bâtonnier de l'ordre des avocats de Bruges, officier de l'ordre de Léopold, croix civique de 1re classe, fils de Jean-Baptiste Coppieters 't Wallant et petite-fille de Charles Coppieters-Stochove ;
- Inès (1845-1926), artiste-peintre, mariée à Albert Huvier du Mée , Petit-fils de Jean Huvier du Mée et  fils d'Abel, président du Tribunal civil de Troyes, avec pour enfants Jeanne (épouse Hulot de Collart), Chlotilde (épouse de Bigault de Granrut) et Marie-Claire (épouse Dehollain), d'où Jacques-Philippe Dehollain ;
- Élise-Julie-Jacqueline (1850-1917), mariée au colonel Albert Marc, fils d'Edmond Marc, officier de la chambre du Roi Charles X, et de Marie Perrin de Boislaville.

Son épouse avait fondé le comité des dames de l'Association belge de secours aux militaires blesses en temps de guerre de Bruges.

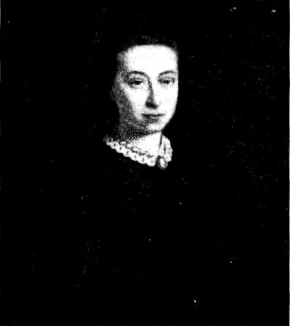
Portrait de sa fille Marie, épouse Coppieters 't Wallant.
Photographie de sa fille Inès, épouse Huvier du Mée.

## Publications
- Manuel du Cavalier militaire belge, par demandes et par réponses, contenant ses devoirs en garnison, en route et en campagne, d’après les Règlements en vigueur, Ypres, Lambin fils, 1861.

### Sources
- « Ablay, Narcisse-Auguste », in: Ernest Mathieu, Biographies du Hainaut, Tome I, Spinet, Enghien, 1901-1905
- « Ablay, Narcisse-Auguste », in: Charles Rousselle, Biographie montoise du XIXe siècle 1800-1899, Mons : Le Hainaut, 1900
- Belgisch tijdschrift voor philologie en geschiedenis, Volume 48,Parties 1 à 2, Fondation universitaire, 1970.
- A. Scheler, Annuaire statistique et historique belge, Auguste Schnée Éditeur, Bruxelles et Leipzig 1860.
- Paul-Armand du Chastel de la Howarderie, Notices Généalogiques Tournaisiennes, Tournai 1881.
- Dossier militaire du Lieutenant General Narcisse Ablaÿ.
- Charles van Renynghe de Voxvrie, Histoire professionnelle et sociale de la Famille Coppieters, 1550-1965, Tablettes des Flandres, Bruges, 1966.
- J. Gailliard, Bruges et le Franc ou leur magistrature et leur noblesse, Imprimerie de EDW. Gailliard, Bruges.
- Société des sciences, des arts et des lettres du Hainaut, Mémoires et publications de la Société des sciences, des arts et des lettres du Hainaut, Maison Léon Lasseau, 1858.
- Pierre Paul Denys, M. Alp. Vandenpeerboom, ministre d'état: sa vie, ses œuvres : manifestation du 30 septembre 1883, Ch. Deweerdt, 1884.
- (nl) Bijdragen, Éditions Nauwelaerts, 1975
- Général Gabriel-René Mennessier de La Lance, « Ablay, Narcisse-Auguste, Lieutenant général belge, 1806-1879 », in :Essai de bibliographie hippique, Paris: Lucien Dorbon, 1915–1917